# Quatro Ribeiras
Quatro Ribeiras es una freguesia portuguesa perteneciente al municipio de Praia da Vitória, situado en la Isla Terceira, Región Autónoma de Azores. Posee un área de 13,09 km² y una población total de 423 habitantes (2001). La densidad poblacional asciende a 32,3 hab/km². Se encuentra a una latitud de 38°46' N y una longitud 27°14' O. La freguesia se encuentra a 1 m s. n. m.
- Datos: Q2449285
- Multimedia: Quatro Ribeiras (Praia da Vitória) / Q2449285

1. ↑  Worldpostalcodes.org,código postal n.º 9760-351.